# Suella Braverman

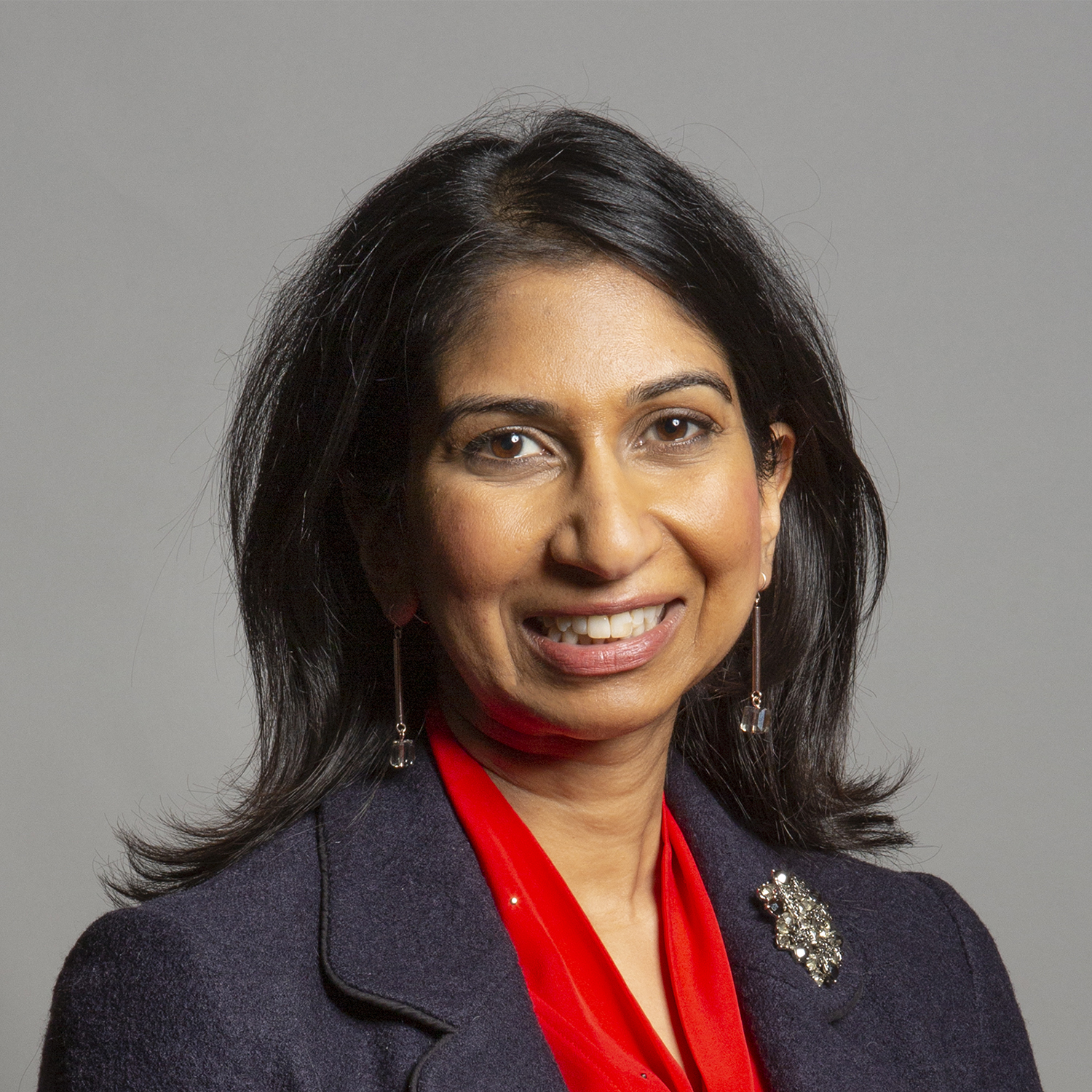
Suella Braverman (2019)

Sue-Ellen Cassiana "Suella" Braverman (Harrow, 3 april 1980), geboren Fernandes, is een Brits politicus voor de Conservatieve Partij. Zij is sinds 2015 lid van het Lagerhuis voor het district Fareham (sinds 2024: Fareham en Waterlooville). Zij bekleedde enkele posten in het kabinet-May II en was van 2020 tot 2022 als advocaat-generaal (Attorney General) lid van het kabinet-Johnson II. In het kabinet-Truss was zij van 6 september tot 19 oktober 2022 Home Secretary, minister van Binnenlandse Zaken, een positie die ze van 25 oktober 2022 tot en met 13 november 2023 ook weer bekleedde in het kabinet van Truss' opvolger Rishi Sunak.

## Biografie
Braverman werd geboren als Sue-Ellen Cassiana Fernandes, haar ouders waren van Indiase origine en waren in de jaren '60 vanuit Kenia en Rwanda naar Groot-Brittannië geëmigreerd. Haar moeder was verpleegster en gemeenteraadslid voor de Conservatieve Partij; haar vader werkte voor een woningbouwvereniging. Ze groeide op in Wembley.
Braverman bezocht met een beurs een particuliere middelbare school en studeerde rechten aan Queens' College, Cambridge. Zij woonde als student twee jaar in Frankrijk, waar ze een master in Europees en Frans recht voltooide aan de Panthéon-Sorbonne Universiteit. Zij werd in 2005 toegelaten tot de balie en trad toe tot een advocatenkantoor in Londen. Als advocaat was ze gespecialiseerd in handelsgeschillen, rechterlijke toetsing, immigratie en ruimtelijke ordening.
Zij trouwde in 2018 met Rael Braverman en voert sindsdien zijn naam.

## Politieke loopbaan
Braverman was al jong politiek actief. Tijdens haar bachelorstudie was ze voorzitter van de Cambridge University Conservative Association. Tussen 2005 en 2015 deed ze pogingen om gekozen te worden in het Lagerhuis en de London Assembly, echter zonder succes. Bij de Lagerhuisverkiezingen van 2015 werd ze voor de Conservatieve Partij gekozen in het district Fareham. (Sinds 2024 heet het district Fareham en Waterlooville).
Als parlementariër was ze in het bijzonder geïnteresseerd in onderwijs, binnenlandse zaken en justitie. In de aanloop naar het referendum over het Britse Lidmaatschap van de Europese Unie voerde  Braverman campagne voor een Brexit.
Na de algemene verkiezingen van 2017 werd Braverman benoemd tot parlementair particulier secretaris bij het ministerie van financiën. In januari 2018 werd ze Parliamentary Under-Secretary of State (staatssecretaris) bij het ministerie voor het vertrek uit de Europese Unie. Op 15 november 2018 nam ze tegelijk met de minister van dit departement, Dominic Raab, ontslag uit protest tegen de concept Brexit-overeenkomst van premier Theresa May. Ze was tot haar benoeming als minister voorzitter van de European Research Group, een invloedrijke groep van zeer eurosceptische Conservatieve parlementsleden.
Op 13 februari 2020 werd Braverman door premier Boris Johnson benoemd tot procureur-generaal voor Engeland en Wales en advocaat-generaal voor Noord-Ierland. Van 2 maart 2021 tot 11 september 2021 was Braverman met zwangerschapsverlof en werd ze vervangen door Michael Ellis.
Toen Boris Johnson in juli 2022 aankondigde dat hij zou aftreden, stelde Braverman zich kandidaat om hem op te volgen als partijleider en daarmee als premier. Ze zei dat indien ze inderdaad tot premier zou worden verkozen, haar prioriteiten zouden liggen bij het verlagen van de belasting, het terugdringen van de overheidsuitgaven, het aanpakken van de stijgende kosten van levensonderhoud, het bestrijden van illegale immigratie en het realiseren van de kansen die Brexit volgens haar bood. Over transgenderrechten zei ze  "al die woke-rommel te willen wegwerken". Zij werd in de tweede ronde van de leiderschapsverkiezing uitgeschakeld.
De uiteindelijke winnaar van de leiderschapsverkiezing en daarmee de opvolger van Boris Johnson als premier was Liz Truss. Op 6 september 2022 benoemde zij Braverman tot Home Secretary (minister van Binnenlandse Zaken). Op 19 oktober 2022 nam Braverman ontslag als minister. Het kabinet-Truss verkeerde op dat  moment in grote politieke problemen. Als reden gaf Braverman aan dat ze per ongeluk een van de regels over het delen van overheidsdocumenten had overtreden. Volgens verschillende bronnen was de directe aanleiding echter een conflict met Truss en Hunt over de versoepeling van het visumbeleid, waartegen Braverman zich verzette. In haar ontslagbrief was ze zeer kritisch over de koers van het kabinet en benadrukte ze de noodzaak om verantwoordelijkheid te nemen voor gemaakte fouten.
Een dag later trad Truss zelf af. Op 25 oktober 2022 benoemde Truss' opvolger Rishi Sunak Braverman weer tot Home Secretary.
Braverman werd op 13 november 2023 door Sunak ontslagen, nadat ze op 9 november 2023 in de krant The Times de politie, waarvan ze baas was, beticht had van partijdigheid bij het handhaven van de orde bij grote demonstraties. Braverman schreef dat de Londense politie met twee maten mat - in het Engels genaamd 'two-tier policing' - en links progressieve demonstranten voortrok. De aanleiding was een grote pro Palestinademonstratie in de Britse hoofdstad die enkele dagen later tijdens Armistice day (de officiële herdenking van Britse oorlogsslachtoffers) zou worden gehouden.  Het  door haar geschreven artikel had ze vooraf niet voorgelegd aan Sunak, die het niet eens was met de inhoud.

## Politieke standpunten
Braverman hoort bij de eurosceptische en behoudende rechterflank van de Conservatieve Partij. In maart 2019 verklaarde zij in een toespraak dat "conservatieven verwikkeld zijn in een strijd tegen cultuurmarxisme". 

## Externe bronnen
- Website Suella Braverman
- Profiel Suella Braverman op website House of Commons